# Де Санти, Гвидо
Гвидо де Санти (итал. Guido de Santi; 16 мая 1923, Триест — 30 октября 1998, Триест) — итальянский шоссейный велогонщик, выступавший на профессиональном уровне в период 1946—1957 годов. Победитель двух этапов «Джиро д’Италия», а также таких гонок как «Тур Германии», «Тре Валли Варезине», «Милан — Модена» и др. Обладатель награды «Лантерн руж», вручаемой последнему финишировавшему гонщику на «Тур де Франс».

## Биография
Гвидо де Санти родился 16 мая 1923 года в городе Триесте региона Венеция-Джулия.
Дебютировал на профессиональном уровне вскоре по окончании Второй мировой войны, присоединившись к команде Wilier Triestina. В её составе в течение трёх последующих лет дважды принимал участие в супервеломногодневке «Джиро д’Италия» и один раз стартовал на «Тур де Франс».
В 1949 году перешёл в команду Atala, одержал победу в гонке «Милан — Модена», был вторым на «Трофео Баракки» (совместно с Антонио Бевилаква). На «Джиро д’Италия» выиграл один из этапов и занял в генеральной классификации 42-е место, тогда как «Тур де Франс» завершил на последнем 55-м месте и получил награду «Лантерн руж».
В 1950 году в составе команды Colomb-Manera занял 50-е место на «Джиро д’Италия», в то время как на «Тур де Франс» сошёл с дистанции во время третьего этапа.
В 1951 году представлял команды Patria WKC, Benotto-Ursus-Fiorelli и Colomb-Dunlop. Среди наиболее значимых достижений в этот период — победа на одном из этапов и второе место в генеральной классификации гонки «Рим — Неаполь — Рим», победы на «Тре Валли Варезине» и «Туре Германии», победа на одном из этапов «Джиро д’Италия». Попав в состав итальянской национальной сборной, отметился выступлением на чемпионате мира по шоссейному велоспорту в Варесе, где занял в групповой гонке профессионалов 23-е место.
В 1953 году де Санти вновь выиграл один из этапов «Рим — Неаполь — Рим», финишировал вторым на трёх этапах «Тура Германии», стал третьим в гонке «Бордо — Париж». На «Джиро» в этот раз в течение трёх дней удерживал розовую майку лидера, но в конечном счёте спустился в итоговом протоколе до восьмой строки.
В 1954 году с командой Bottecchia выиграл стартовый этап «Рим — Неаполь — Рим», занял 56-е место на «Джиро».
В 1956 году в составе команды Ignis-Varese показал третий результат на «Джиро ди Тоскана», в девятый и последний раз принимал участие в «Джиро д’Италия», полностью преодолел все этапы и занял в генеральной классификации 19-е место.
Завершил карьеру профессионального велогонщика по окончании сезона 1957 года.
Умер 30 октября 1998 года в Триесте в возрасте 75 лет.